# Colom verdós caragrís
El colom verdós caragrís (Treron griseicauda) és una espècie d'ocell de la família dels colúmbids (Columbidae) que habita boscos i terres de conreu de Java, Bali, Sulawesi i altres illes properes.